# Mario Gaspar
Mario Gaspar Pérez Martínez, plus communément appelé Mario Gaspar, est un footballeur international espagnol né le 24 novembre 1990 à Novelda, qui évolue au poste de latéral droit.

## Biographie
Mario Gaspar Pérez est né à Novelda. Il intègre tôt le centre de formation du Villarreal CF où il passe par toutes les catégories jeune du club.
Le 18 mars 2009, Gaspar fait ses débuts avec l'équipe première lors d'un match de championnat. Malgré cela, il passe la saison 2009-2010 avec l'équipe réserve et ne joue aucun match avec l'équipe A. La saison suivante, le jeune joueur profite d'une blessure d'Ángel López pour devenir titulaire dans le onze de départ de Villarreal.
À la suite d'une belle saison 2014-2015, Gaspar se voit convoquer en équipe d'Espagne par Vicente del Bosque en octobre 2015 pour les deux matches éliminatoires de l'Euro 2016. Il ne tarde pas à s'acclimater avec la Roja en inscrivant le seul but de la rencontre contre l'Ukraine.
Le 28 juillet 2022, Gaspar résilie son contrat avec son club formateur après quinze saisons en senior au cours desquelles il dispute quatre-cent-vingt-quatre matchs et inscrit onze buts en équipe première. Le capitaine du Sous-marin jaune ne faisait plus partie des plans de l'entraîneur Unai Emery.
Le lendemain de son départ de Villarreal, Gaspar s'engage avec le club anglais du Watford FC, venant d'être relégué en Championship, le deuxième niveau du pays. Bien que ce ne soit pas un échange officiel, il remplace au poste d'arrière droit Kiko Femenía qui rejoint Villarreal.

## Statistiques

### Générales
| Saison                | Club                  | Championnat           | Championnat | Championnat | Championnat | Coupe nationale | Coupe nationale | Coupe nationale | Coupe de la Ligue | Coupe de la Ligue | Coupe de la Ligue | Compétition(s) continentale(s) | Compétition(s) continentale(s) | Compétition(s) continentale(s) | Compétition(s) continentale(s) | Supercoupe UEFA | Supercoupe UEFA | Supercoupe UEFA | Espagne | Espagne | Espagne | Total | Total | Total |
| Saison                | Club                  | Division              | M.          | B.          | P.d.        | M.              | B.              | P.d.            | M.                | B.                | P.d.              | Comp.                          | M.                             | B.                             | P.d.                           | M.              | B.              | P.d.            | M.      | B.      | P.d.    | M.    | B.    | P.d.  |
| 2008-2009             | Villarreal B          | Segunda B             | 37          | 0           | 0           | -               | -               | -               | -                 | -                 | -                 | -                              | -                              | -                              | -                              | -               | -               | -               | -       | -       | -       | 37    | 0     | 0     |
| 2009-2010             | Villarreal B          | Liga Adelante         | 31          | 0           | 0           | -               | -               | -               | -                 | -                 | -                 | -                              | -                              | -                              | -                              | -               | -               | -               | -       | -       | -       | 31    | 0     | 0     |
| 2010-2011             | Villarreal B          | Liga Adelante         | 8           | 0           | 0           | -               | -               | -               | -                 | -                 | -                 | -                              | -                              | -                              | -                              | -               | -               | -               | -       | -       | -       | 8     | 0     | 0     |
| Sous-total            | Sous-total            | Sous-total            | 76          | 0           | 0           | 0               | 0               | 0               | 0                 | 0                 | 0                 | -                              | 0                              | 0                              | 0                              | -               | -               | -               | 0       | 0       | 0       | 76    | 0     | 0     |
| 2008-2009             | Villarreal CF         | Liga                  | 1           | 0           | 0           | -               | -               | -               | -                 | -                 | -                 | -                              | -                              | -                              | -                              | -               | -               | -               | -       | -       | -       | 1     | 0     | 0     |
| 2010-2011             | Villarreal CF         | Liga                  | 22          | 0           | 1           | 5               | 0               | 0               | -                 | -                 | -                 | C3                             | 11                             | 0                              | 0                              | -               | -               | -               | -       | -       | -       | 38    | 0     | 1     |
| 2011-2012             | Villarreal CF         | Liga                  | 23          | 1           | 1           | 1               | 0               | 0               | -                 | -                 | -                 | C1                             | 5                              | 0                              | 0                              | -               | -               | -               | -       | -       | -       | 29    | 1     | 1     |
| 2012-2013             | Villarreal CF         | Liga Adelante         | 28          | 0           | 4           | 0               | 0               | 0               | -                 | -                 | -                 | -                              | -                              | -                              | -                              | -               | -               | -               | -       | -       | -       | 28    | 0     | 4     |
| 2013-2014             | Villarreal CF         | Liga                  | 36          | 1           | 1           | 1               | 0               | 0               | -                 | -                 | -                 | -                              | -                              | -                              | -                              | -               | -               | -               | -       | -       | -       | 37    | 1     | 1     |
| 2014-2015             | Villarreal CF         | Liga                  | 34          | 3           | 2           | 6               | 0               | 0               | -                 | -                 | -                 | C3                             | 11                             | 1                              | 0                              | -               | -               | -               | -       | -       | -       | 51    | 4     | 2     |
| 2015-2016             | Villarreal CF         | Liga                  | 33          | 2           | 2           | 1               | 0               | 0               | -                 | -                 | -                 | C3                             | 10                             | 0                              | 0                              | -               | -               | -               | 3       | 2       | 0       | 47    | 4     | 2     |
| 2016-2017             | Villarreal CF         | Liga                  | 36          | 0           | 3           | 3               | 0               | 0               | -                 | -                 | -                 | C3                             | 4                              | 0                              | 0                              | -               | -               | -               | -       | -       | -       | 43    | 0     | 3     |
| 2017-2018             | Villarreal CF         | Liga                  | 32          | 2           | 3           | 1               | 0               | 0               | -                 | -                 | -                 | C3                             | 5                              | 0                              | 0                              | -               | -               | -               | -       | -       | -       | 38    | 2     | 3     |
| 2018-2019             | Villarreal CF         | Liga                  | 31          | 1           | 2           | 1               | 0               | 0               | -                 | -                 | -                 | C3                             | 8                              | 0                              | 0                              | -               | -               | -               | -       | -       | -       | 40    | 1     | 2     |
| 2019-2020             | Villarreal CF         | Liga                  | 25          | 0           | 2           | 3               | 0               | 0               | -                 | -                 | -                 | -                              | -                              | -                              | -                              | -               | -               | -               | -       | -       | -       | 28    | 0     | 2     |
| 2020-2021             | Villarreal CF         | Liga                  | 24          | 0           | 2           | 1               | 0               | 0               | -                 | -                 | -                 | C3                             | 4                              | 0                              | 0                              | -               | -               | -               | -       | -       | -       | 29    | 0     | 2     |
| 2021-2022             | Villarreal CF         | Liga                  | 12          | 0           | 0           | 3               | 0               | 0               | -                 | -                 | -                 | C1                             | 2                              | 0                              | 0                              | 1               | 0               | 0               | -       | -       | -       | 18    | 0     | 0     |
| Sous-total            | Sous-total            | Sous-total            | 337         | 10          | 23          | 26              | 0               | 0               | 0                 | 0                 | 0                 | -                              | 60                             | 1                              | 0                              | 1               | 0               | 0               | 3       | 2       | 0       | 427   | 13    | 23    |
| 2022-2023             | Watford FC            | Championship          | 31          | 0           | 0           | 1               | 0               | 0               | 1                 | 0                 | 0                 | -                              | -                              | -                              | -                              | -               | -               | -               | -       | -       | -       | 33    | 0     | 0     |
| Sous-total            | Sous-total            | Sous-total            | 31          | 0           | 0           | 1               | 0               | 0               | 1                 | 0                 | 0                 | -                              | -                              | -                              | -                              | -               | -               | -               | -       | -       | -       | 33    | 0     | 0     |
| Total sur la carrière | Total sur la carrière | Total sur la carrière | 444         | 10          | 23          | 27              | 0               | 0               | 1                 | 0                 | 0                 | -                              | 60                             | 1                              | 0                              | 1               | 0               | 0               | 3       | 2       | 0       | 536   | 13    | 23    |

### Buts internationaux
| Buts internationaux de Mario Gaspar | Buts internationaux de Mario Gaspar | Buts internationaux de Mario Gaspar        | Buts internationaux de Mario Gaspar | Buts internationaux de Mario Gaspar | Buts internationaux de Mario Gaspar | Buts internationaux de Mario Gaspar |
| 0                                   | Date                                | Lieu                                       | Adversaire                          | Score                               | Résultats                           | Compétitions                        |
| ----------------------------------- | ----------------------------------- | ------------------------------------------ | ----------------------------------- | ----------------------------------- | ----------------------------------- | ----------------------------------- |
| 1                                   | 12 octobre 2015                     | Stade olympique de Kiev, Kiev, Ukraine     | Ukraine                             | 0-1                                 | 0-1                                 | Éliminatoires Euro 2016             |
| 2                                   | 13 novembre 2015                    | Estadio José Rico Pérez, Alicante, Espagne | Angleterre                          | 1-0                                 | 2-0                                 | Match amical                        |

## Palmarès

### En club
- Villarreal CF
  - Vainqueur de la Ligue Europa en 2021
  - Finaliste de la Supercoupe de l'UEFA en 2021